# 江南路 (宁波)
江南路，又称江南公路、甬小线（东环北路至汽渡路段，编号为X023），是浙江省宁波市的一条道路，起点位于中兴路、中兴北路，终点位于东海路，全长16.877公里，过去曾以兴宁桥东端为起点，1994年兴宁桥东端至福明乡（现福明街道）明一村段划归城市道路:236，其中鄞州北仑界至甬江隧道段为江南中路，甬江隧道至东海路段为江南东路，于1988年4月30日通车:57，2001年改造中兴路至世纪大道段，2002年改造世纪大道至院士路段，2004年改造院士路至东环北路段:302，2008年改造东外环路至甬江隧道段，2010年完工。

## 主要相交道路
- 江南路：
  - 北：中兴北路、南：中兴路
  - 北：桑田北路、南：桑田路
  - 北：福明北路、南：福明路
  - 北：北：沧海北路、南：沧海路
  - 世纪大道（北为常洪隧道）
  - 杨木碶路
  - 院士路
  - 创苑路
  - 聚贤路
  - 冬青路
  - 剑兰路
  - 新梅路
  - 梅墟路
  - 云杉路
  - 东环北路（ 228国道、 202省道，立交）
- 江南中路：
  - 经十二路
  -  宁波绕城高速小港互通
  - 经八路
  - 经七路
  - 经六路
  - 北：经五北路、南：经五中路
  - 经三路
  -  307省道（原 320省道，北为甬江隧道）
- 江南东路：
  - 汽渡路
  - 经二路
  - 渡口路
  - 北：崇邱路、南：黄山西路
  - 外塘路
  - 江滨路
  - 东海路